# Cai o Carmo e a Trindade
Cai o Carmo e a Trindade é o álbum de estreia da banda portuguesa Amor Electro. Foi lançado a 25 de Abril de 2011 fisica e digitalmente. O disco é composto por temas de guitarra portuguesa, o acordeão e percussões tradicionais.

## Alinhamento de faixas
| N.º | Título                      | Duração |  |
| 1.  | "A Máquina (Acordou)"       | 5:20    |  |
| 2.  | "Barco Negro"               | 5:52    |  |
| 3.  | "Capitão Romance"           | 6:24    |  |
| 4.  | "Onde Tu Me Quiseres"       | 4:08    |  |
| 5.  | "Sete Mares"                | 4:20    |  |
| 6.  | "Bem-vindo Ao Passado"      | 4:37    |  |
| 7.  | "Estrela da Tarde"          | 4:11    |  |
| 8.  | "Foram Cardos Foram Prosas" | 4:51    |  |
| 9.  | "Rosa Sangue"               | 4:02    |  |
| 10. | "Amanhecer"                 | 3:52    |  |

## Desempenho nas tabelas musicais

### Posições
| Tabela musical (2011)      | Melhor posição |
| -------------------------- | -------------- |
| Portugal - Top 30 Artistas | 1              |